# Delavalia palustris
Delavalia palustris (Synonym Stenhelia palustris) ist eine Art der Ruderfußkrebse aus der Ordnung Harpacticoida. Die Art ist hauptsächlich im Nordatlantik verbreitet.

## Merkmale
Die Art ist sehr klein und wird maximal 0,6 Millimeter lang. Die größte Breite beträgt am Ende des ersten Segments des Cephalothorax 0,2 Millimeter. Die Färbung ist weißlich und kann oberseits gelblich erscheinen. Der Cephalothorax besteht aus fünf Segmenten. Das Abdomen besteht aus sechs Segmenten, von denen das vierte das kürzeste ist. Als ein wesentliches Merkmal von Delavalia palustris wird angesehen, dass der innere Ast (Endopodit) des ersten Schwimmbeins nur zweigliedrig ist. Das erste Schwimmbeinpaar ist bei beiden Geschlechtern gleich, das zweite unterschiedlich gebaut. Letzteres ist an beiden Ästen dreigliedrig.

## Verbreitung
Delavalia palustris lebt als Bewohner des marinen Benthals hauptsächlich an den Küsten des Nordatlantiks. Das Verbreitungsgebiet dieses Ruderfußkrebses reicht im Norden bis ins Weiße Meer. In der Erstbeschreibung von George Stewardson Brady 1869 werden die Küsten der Britischen Inseln als Lebensraum angegeben, Georg Ossian Sars weist ihr Vorkommen auch an den Küsten Norwegens nach. Kurz nach den Veröffentlichungen Bradys wurden auch Exemplare aus dem Jadebusen bei Wilhelmshaven untersucht und von Albrecht Poppe als Delavalia palustris bestimmt.

## Lebensweise
Delavalia palustris besiedelt die Gezeitenzone (Intertidal) der Küsten und die Ästuare von Flüssen, beispielsweise der Schelde in den Niederlanden oder der Themse in England und ist auch in den Salzmarschen zu finden. Der Krebs lebt in diesen Lebensraum wie viele andere Vertreter der Harpacticoida als Bestandteil der Meiofauna im Schlamm und im Sandlückensystem. Anders als die meisten anderen bodenbewohnenden Ruderfußkrebse baut Delavalia palustris aktiv Wohnröhren, die mit einem mukosen Sekret ausgekleidet werden. Wie die anderen harpacticoiden Ruderfußkrebse ernährt sich Delavalia palustris von einzelligen Algen, Cyanobakterien, Geißeltierchen, Wimpertierchen, Pilzen und heterotrophen Bakterien. Als Besonderheit wurde festgestellt, dass Delavalia palustris aus Bakterien  mehrfach ungesättigte Fettsäuren synthetisieren kann. Andere Ruderfußkrebse sind bei ihrem Nahrungserwerb auf Phytoplankton bzw. Phytobenthos angewiesen, um diese ungesättigten Fettsäuren für ihren Stoffwechsel zu erhalten.

## Systematik und Taxonomie
Nach einer langen Zeit der Stabilität ist die Systematik der Ruderfußkrebse im 21. Jahrhundert in Bewegung geraten. Phylogenetische Methoden stellen große Anforderungen an die Beschreibung neu entdeckter Arten. Im Zuge dessen wurden im Bereich der Harpacticoida viele Veränderungen vorgenommen, denen aber noch keine molekulargenetischen Studien zu Grunde gelegt wurden.

### Äußere Systematik
Delavalia palustris gehört zur Unterfamilie Stenheliinae innerhalb der Familie Miraciidae. Die Unterfamilie wurde lange Zeit zur Familie Diosaccidae gezählt, bevor diese mit der Familie Miraciidae vereinigt wurde. Die Diosaccidae bekamen ihren Namen von Georg Ossian Sars 1906 wegen der beiden Eisäcke, die dem Genitalsegment der Weibchen anhängen. Der Name Miraciidae war von Dana schon 1846 eingeführt worden und erhielt daher bei der Zusammenlegung der beiden Gruppen nach der Prioritätsregel den Vorrang.
Delavalia palustris ist die Typusart der Gattung Delavalia. G. O. Sars legte 1906 die Gattung Delavalia mit Stenhelia zusammen. A. Monard errichtete Delavalia als Untergattung von Stenhelia wieder. 2002 wurden die Untergattungen Delavalia und Stenhelia voneinander getrennt und Delavalia als Gattung wieder errichtet. Dennoch wird auch die neue Gattung nicht als monophyletisch angesehen.

### Unterarten
Es werden derzeit zwei Unterarten von Delavalia palustris unterschieden. Wahrscheinlich handelt es sich jedoch um getrennte Arten. Das große Verbreitungsgebiet der Art deutet darauf hin, dass es sich um einen Artenkomplex handeln könnte, der durch äußere Merkmale nicht aufgegliedert werden kann.
- Delavalia palustris bispinosa Bodin, 1970
- Delavalia palustris palustris Brady, 1868